# Крис Кёртис
Крис Кёртис (англ. Chris Curtis; настоящее имя Кристофер Крами, англ. Christopher Crummey; 26 августа 1941, Олдем, Ланкашир, Англия — 28 февраля 2005, Ливерпуль, Англия) — английский барабанщик, певец, автор песен, государственный служащий. Известен как участник популярной в 1960-е годы ливерпульской группы The Searchers. Также известен как создатель группы Roundabout, превратившейся после ухода Кёртиса в Deep Purple. После этого Кёртис покинул шоу-бизнес и стал государственным служащим, где отработал почти 20 лет, уйдя оттуда по болезни. Скончался  у себя дома, в Ливерпуле, в возрасте 63 лет.